# ルーカス・エヴァンジェリスタ・サンターナ・ジ・オリヴェイラ
ルーカス・エヴァンジェリスタ（Lucas Evangelista）ことルーカス・エヴァンジェリスタ・サンターナ・ジ・オリヴェイラ（ポルトガル語: Lucas Evangelista Santana de Oliveira、1995年5月6日 - ）は、ブラジルのサッカー選手。SEパルメイラス所属。ポジションはMF。

## クラブ歴

### デスポルチーヴォ・ブラジル
2009年にデスポルチーヴォ・ブラジルの下部組織に入団。2012年にマンチェスター・ユナイテッドFCのトライアルに参加した。同年サンパウロFCに移籍。

### サンパウロ
2013年5月にサンパウロでトップチームに昇格。この時、ユースから選手を昇格させる代わりに7人の選手が放出された。2013年6月に初出場。8月11日に行われたアソシアソン・ポルトゥゲーザ・ジ・デスポルトス戦でラウロから得点を奪い初得点。この日はブラジルで父の日であったので、彼はこの初得点を父親に捧げた。年末に彼は「（トップチームに）昇格した時は驚かされた。ユース時代とは扱われ方が違って、すぐには適応できなかった。クラブとしてはいい一年とは言えなかったが、自分個人としてはいい一年を送れたよ。」と述べた。

### ウディネーゼ
2014年8月28日にセリエAのウディネーゼ・カルチョに400万ユーロの移籍金で移籍。1年半在籍したが出場は4試合に止まった。2016年1月20日に半年のレンタルでパナシナイコスFCに移籍。2017年7月に1年のレンタル移籍でGDエストリル・プライアに移籍。

### ナント
2018年7月27日にリーグ・アンのFCナントに5年契約で移籍。。2019年夏にヴィトーリア・ギマランイスに期限付き移籍。

## タイトル
ブラジルU20
- トゥーロン国際大会: 2014